# Nyctibatrachus kumbara
Nyctibatrachus kumbara é uma espécie de anfíbio anuro da família Nyctibatrachidae. Está presente na Índia. A UICN classificou-a como deficiente de dados.